# 费代丽卡·伊索拉
费代丽卡·伊索拉（義大利語：Federica Isola，1999年9月27日—），意大利女子击剑运动员。她曾代表意大利参加2020年夏季奥林匹克运动会击剑比赛，结果收获女子团体重剑铜牌。